# Sainte-Mère
Sainte-Mère é uma comuna francesa na região administrativa de Occitânia, no departamento de Gers. Estende-se por uma área de 9,43 km². Em 2010 a comuna tinha 216 habitantes (densidade: 22,9 hab./km²).